# NHOcFlu Rio Negro (H-15)
O NHOcFlu Rio Negro (H-15) é um navio hidrográfico de aviso fluvial da classe Rio Tocantins, pertencente à Marinha do Brasil, sendo o quarto e último membro da referida classe. Seu nome é em homenagem ao rio de mesmo nome. Foi encomendado em 26 de maio 2011 para suprir a vaga deixada pela aposentadoria da classe Paraibano. Teve sua quilha batida em 12 de março de 2012,  sendo batizado e comissionado em 15 de agosto de 2013. Atualmente encontra-se em serviço ativo, estando subordinado Centro de Hidrografia e Navegação do Noroeste (CHN-9).